# 神田乃武

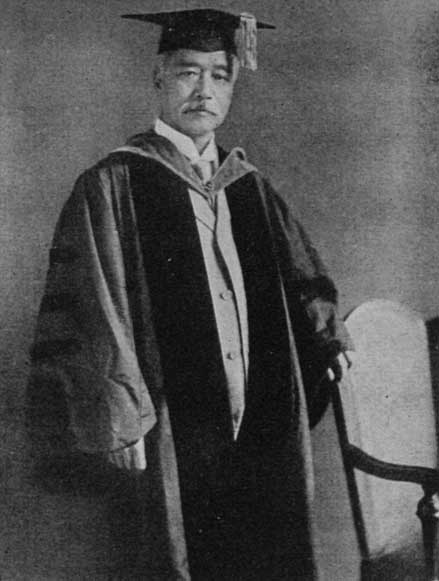
神田乃武（1920年）

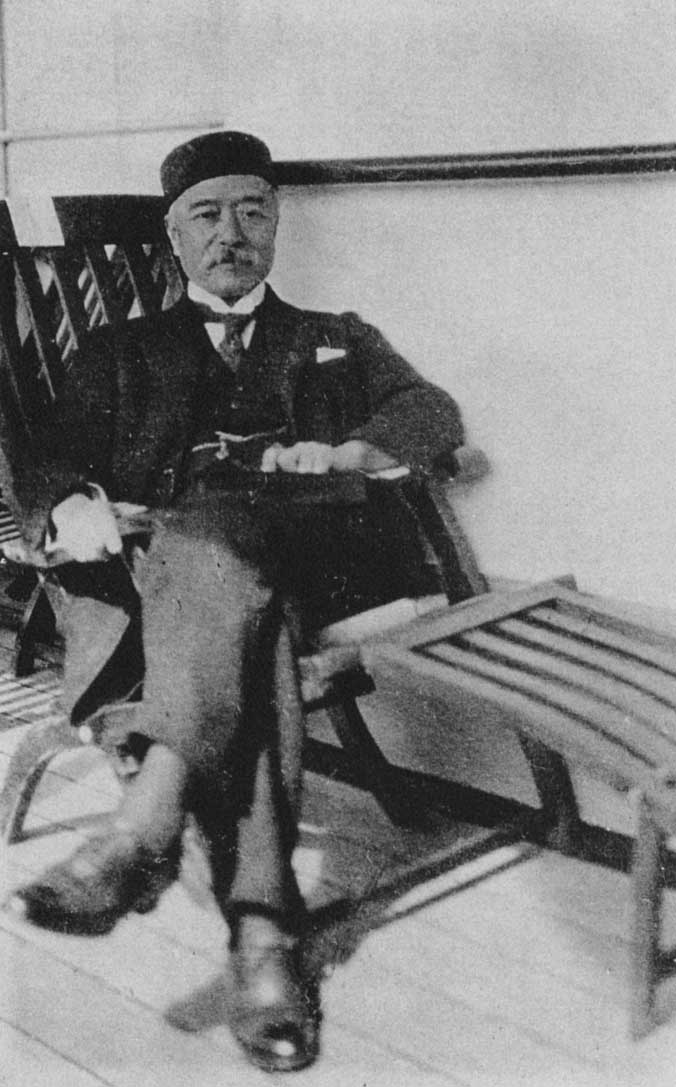
神田乃武（1922年）

神田 乃武（かんだ ないぶ、1857年3月22日（安政4年2月27日） - 1923年（大正12年）12月30日）は、明治時代から大正時代にかけての日本の教育者、英学者。東京商科大学名誉教授。男爵。

## 前半生
※ 特記ない限り、本節の出典は、大場高志「【報告】神田乃武文庫について」（一橋大学附属図書館研究開発室年報、第2号、2014年、PDF）。
安政4年（1857年）、能楽師・松井永世の次男として江戸・築地小田原町に出生（幼名は信次郎）。慶応3年（1867年）、後に男爵となる神田孝平の養嗣子となった。
明治4年（1871年）にアメリカに渡航してアマーストハイスクールでアメリカの中等教育を受け、明治8年（1875年）にマサチューセッツ州のアマースト大学に進学した。明治12年（1879年）にアマースト大学を卒業して学士号（B.A.）を授与され、同年に帰国した。
明治13年（1880年）、大学予備門（のちの第一高等学校）に奉職し、英語と歴史を講じた。明治14年（1881年）より東京大学にも出講した。明治17年（1884年）に高木熊千代と結婚した。
明治19年（1886年）、大学予備門が第一高等中学校に改組されると同校教諭に就任した（明治22年まで在職）。同じく明治19年、帝国大学文科大学（現：東京大学文学部）が発足すると同学教授に就任し、ラテン語とギリシャ語を講じた（明治26年まで在職。明治26年から明治33年まで帝国大学文科大学講師）。明治21年（1888年）、母校たるアマースト大学から修士号（M.A.）を授与された。

## 高等商業学校教授となる
※ 特記ない限り、本節の出典は、大場高志「【報告】神田乃武文庫について」（一橋大学附属図書館研究開発室年報、第2号、2014年、PDF）。
明治26年（1893年）9月、帝国大学文科大学教授であった満36歳の神田は、高等商業学校（明治35年に東京高等商業学校〈東京高商〉、大正9年に東京商科大学〈東京商大〉、現：一橋大学）教授に転じ、大正5年（1916年）に依願退官するまで在職した。
明治30年（1897年）、高等商業学校附属外国語学校（明治32年に東京外国語学校、現：東京外国語大学）教授を兼ねた（明治33年まで）。明治31年（1898年）7月19日、養父・神田孝平の死去により男爵を襲爵。明治32年（1899年）、東京外国語学校校長（初代）を兼ねた（明治33年まで）。
明治33年（1900年）、イギリスおよびドイツに1年間留学。留学中の明治34年（1901年）には、石川巌・石川文吾・瀧本美夫・津村秀松・福田徳三・志田鉀太郎・関一など、欧州に留学していた高等商業学校の若手の教授たちと共に、ベルリンにおいて「商業大学の必要」を建議し、高等商業学校の大学昇格運動を開始した。
明治35年（1902年）、学習院教授を兼ねた（明治44年まで）。明治43年（1910年）、貴族院男爵議員。
大正5年（1916年）1月15日、満58歳で東京高等商業学校教授を依願退官し、東京高等商業学校名誉教授。退官後、直ちに東京高商講師を嘱託された神田は、大正12年の死去に至るまで東京高商・東京商大で教鞭を執り続けた。
大正9年（1920年）、東京高商の大学昇格が実現して東京商科大学が発足すると同時に、東京商科大学名誉教授（東京商大の名誉教授第一号）。大正10年（1921年）、欧米を外遊した際に母校たるアマースト大学を訪問し、法学博士号（LL.D.）を授与された。
最晩年まで東京商大の教壇に立ち、退官後に欧米に複数回赴くなど、衰えを見せなかった神田であるが、大正12年（1923年）12月30日、癌と気管支炎により死去した。満66歳没。神田が愛した東京商大は、大学葬を挙行して神田の労に報いた。

## 人物像
生涯に渡って英語教育に力を尽くし、その編纂する辞書や中学校英語教科書は広く使われた。
神田と交流があった大山捨松は、明治16年（1883年）に書いた手紙の中で「神田乃武は、津田梅子の次に英語が堪能な日本人である」という旨を述べている。大山と津田は、共に日本最初の女子留学生として少女時代に11年間アメリカに留学し、母語話者レベルの英語力を有していた。
アマースト大学に在学していた明治11年（1878年）に洗礼を受け、クリスチャンとなった。
明治22年（1889年）、外山正一・元良勇次郎と共に、芝に正則予備校（現在の正則高等学校）を設立。日本キリスト教青年会（YMCA）の創立に協力、ローマ字運動を起こし、速記術を広めるなど功績は多岐にわたる。
アメリカ学者の高木八尺は実子、言語学・聖書学者の神田盾夫は四男。大山捨松、津田梅子との交流があった。

## 栄典
位階
- 1902年（明治35年）10月31日 - 正五位[8]
- 1907年（明治40年）11月11日 - 従四位[9]
- 1913年（大正2年）1月30日 - 正四位[10]
- 1916年（大正5年）1月31日 - 従三位[11]
- 1923年（大正12年）12月30日 - 正三位[12]

勲章等
- 1898年（明治31年）12月28日 - 勲五等瑞宝章[13]
- 1916年（大正5年）4月1日 - 旭日重光章[14]
- 1923年（大正12年）12月30日 - 勲一等瑞宝章[15]

## 著作
- 『数学教授本 巻二』 求故堂、1870年
- 『ユニオン第四読本註解 附英語発音法』 (Notes of Sanders' union fourth reader, and English pronunciation) 内田老鶴圃、1891年10月
  - 大村喜吉ほか編 『英語教育史資料 第3巻 英語教科書の変遷』 東京法令出版、1980年4月 - 抄録
- 『ロングマンス第四読本注解 附英語綴字法』 (Notes of Longmans' fourth reader, and English spelling) 内田老鶴圃、1892年2月
- 『和文英訳教科書説明書』 (Key to Kanda's how to translate Japanese into English) 三省堂書店、1901年1月
- 『英語読本説明書 附英語発音説明』 三省堂書店、1901年1月
- 『己往八ケ月に於ける 神田改正英語読本授業の経験』 三省堂書店、1904年2月
- 『淡崖遺稿』 神田乃武、1910年7月
- 『神田孝平略伝』 神田乃武、1910年7月
- 『MEMORIALS OF NAIBU KANDA : 神田乃武先生追憶及遺稿』 神田記念事業委員会編、刀江書院、1927年7月
  - 『MEMORIALS OF NAIBU KANDA : 神田乃武先生追憶及遺稿』 神田記念事業委員会編、大空社〈伝記叢書〉、1996年7月、ISBN 4872365135

訳書
- Notes on Ancient Stone Implements, &c., of Japan. by T. Kanda, 1884.

辞書
- 『和英袖珍 新字彙』 (A pocket Japanese-English dictionary) イーストレーキ共著、三省堂書店、1891年5月
- 『新訳 英和辞典』 横井時敬ほか共編、三省堂書店、1902年6月
- 『英和双解 熟語大辞典』 (A dictionary of English phrases) 南日恒太郎共編、有朋堂書店、1909年12月
  - 『英和双解 熟語大辞典』 南日恒太郎共編、ゆまに書房〈近代英学特殊辞書集成〉、1998年10月、ISBN 4897145686
- 『模範英和辞典』 (Sanseido's English-Japanese dictionary) 樫田亀一郎ほか共編、三省堂書店、1911年4月
  - 『模範新英和大辞典』 (The new standard English-Japanese dictionary) 横井時敬ほか共編、三省堂、1919年3月
- 『袖珍 英和辞典』 (Sanseido's vest-pocket English-Japanese dictionary) 金沢久共編、三省堂、1917年11月 ／ 1920年9月改訂版
  - 『袖珍コンサイス英和辞典 万国音標文字附』 (Sanseido's concise English-Japanese dictionary) 金沢久共編、三省堂、1922年8月 ／ 2001年4月復刻版、ISBN 4385101043
- 『袖珍 和英辞典』 (Sanseido's vest-pocket Japanese-English dictionary) 石川林四郎共編、三省堂、1919年10月

教科書
- English grammar for middle schools. 三省堂書店、1899年
  - 前掲 『英語教育史資料 第3巻 英語教科書の変遷』 - 抄録
- How to translate Japanese into English (和文英訳教科書). 三省堂書店、1899年4月
  - 前掲 『英語教育史資料 第3巻 英語教科書の変遷』 - 抄録
- Kanda's new series of English readers. 三省堂書店、1899年4月-1900年11月
- Intermediate English grammar (中文典). 三省堂書店、1899年11月
- Higher English grammar (大文典). 三省堂書店、1900年2月
- English grammar for beginners (小文典). 三省堂書店、1900年2月
- Kanda's English readers for primary schools (小学英語読本). 三省堂書店、1900年12月
- Kanda's new scientific copy books (英習字). ガントレット共著、三省堂書店、1901年1月
- Kanda's supplementary reader. 三省堂書店、1901年3月
- A text-book of English commercial composition (英語商業作文教科書). 花輪虎太郎共著、啓成社、1903年10月
- First book of English composition (英作文第一). 三省堂書店、1905年11月
  - Second book of English composition (英作文第二). 三省堂書店、1905年11月
- Kanda's new English readers : fourth year cource (四年用中学英語読本). 三省堂書店、1906年12月
  - Kanda's new English readers : fifth year cource (五年用中学英語読本). 三省堂書店、1906年12月
- Kanda's English grammar : middle school course (神田英文典). 三省堂書店、1909年11月
  - Kanda's new English grammar. 三省堂、1920年10月
- Kanda's standard readers (模範英語読本). 三省堂書店、1911年11月
  - Kanda's new standard readers (改訂模範英語読本). 三省堂、1916年10月
- Modern English readers for middle and commercial schools (近世英語読本). 三省堂書店、1911年12月
- Kanda's spoken English for beginners. 三省堂書店、1914年12月
- Kanda's crown readers. 三省堂、1916年10月 ／ 大空社〈英語教科書名著選集〉、1993年1月復刻、ISBN 4872362373
  - New crown readers. 三省堂、1922年10月
  - 前掲 『英語教育史資料 第3巻 英語教科書の変遷』 - Kanda's crown readers. の抄録
- Girls' crown readers. 三省堂、1917年10月
  - Girls' new crown readers. 長岡擴校訂、三省堂、1924年10月
- A senior English grammar. 長岡擴共編、三省堂、1917年10月
- A junior English grammar. 長岡擴共編、三省堂、1917年10月
- A modern English composition. 長岡擴共編、三省堂、1917年10月
- Kanda's crown English composition. 三省堂、1920年10月
  - New crown English composition. 三省堂、1922年
- The king's crown English composition. 長岡擴校訂、三省堂、1926年
- The king's crown readers. 長岡擴校訂、三省堂、1926年8月
  - The new king's crown readers. 三省堂編輯所校訂、三省堂、1930年9月 ／ 2001年4月復刻、ISBN 4385360316
- The queen's crown readers. 長岡擴校訂、三省堂、1927年9月
  - The new queen's crown readers. 三省堂編輯所校訂、三省堂、1930年9月

## 関連文献
- 「従三位勲二等男爵神田乃武叙勲ノ件」（国立公文書館所蔵 「叙勲裁可書・大正十二年・叙勲巻四」）
- 『英語青年』第50巻第11号（神田乃武男追悼号）、1924年3月 ／ 第50巻第12号（Baron Kanda Number）、1924年3月
- 『一橋会報 故神田乃武先生追悼号』 東京商科大学一橋会、1924年7月
- 前掲 『MEMORIALS OF NAIBU KANDA : 神田乃武先生追憶及遺稿』
- 小沢明子 「神田乃武」（昭和女子大学近代文学研究室著 『近代文学研究叢書 第二十三巻』 昭和女子大学、1965年8月）
- 唐沢富太郎 「神田乃武 : わが国英文典の教育と教授法に貢献」（唐沢富太郎編著 『図説 教育人物事典 : 日本教育史のなかの教育者群像 中巻』 ぎょうせい、1984年4月）
- 「神田長武（男爵）」（霞会館華族家系大成編輯委員会編纂 『平成新修 旧華族家系大成 上巻』 霞会館、1996年9月、ISBN 4642036709）
- 小田三千子 「神田乃武 : その生涯と異文化の受容のことなど」（『東北学院大学キリスト教文化研究所紀要』第27号、2009年5月、NAID 40016693469）
- 大場高志 「神田乃武文庫について」（『一橋大学附属図書館研究開発室年報』第2号、2014年4月、NAID 120005440297）
- 古川安『津田梅子：科学への道、大学の夢』（DMMブックス）東京大学出版会、2022b。